# L’Esterre (Saint Andrew)
L’Esterre ist eine Siedlung im Parish Saint Andrew im Osten von Grenada.

## Geographie
Die Siedlung ist ein Vorort im Südwesten von Grenville und westlich von Harford Village. Nach Westen erstreckt sich das Tal von Balthazar River und Grand Bras River und im Nordwesten schließt sich Grand Bras an.